# Omphale alpestris
Omphale alpestris är en stekelart som beskrevs av Christer Hansson 2004. Omphale alpestris ingår i släktet Omphale och familjen finglanssteklar.
Artens utbredningsområde är Costa Rica. Inga underarter finns listade i Catalogue of Life.